# Daniel Sanchez
Daniel Sanchez (Oujda, Marokkó, 1953. november 21. –) francia labdarúgócsatár, edző, a tunéziai Club Africain vezetőedzője.

## Pályafutása

### Klubcsapatokban
1972 és 1987 között az OGC Nice, a Paris Saint-Germain, az FC Mulhouse, az AS Saint-Étienne és az AS Cannes csapataiban játszott.

### Edzőként
Miután visszavonult a futballtól, utánpótlás csapatok edzőjeként dolgozott. Később a Villefranche, a Nice, a Nagoya Grampus, a Tours, a Valenciennes és a Club Africain együtteseket irányította.

## Sikerei, díjai

### Klubcsapatokkal
Paris Saint-Germain
- Francia kupa (1): 1981–82

### Edzőként
Club Africain
- Tunéziai bajnokság (1): 2014–15